# Tetsuya Totsuka
Tetsuya Totsuka (戸塚 哲也, Totsuka Tetsuya), né le 24 avril 1961 à Tokyo, est un ancien joueur et aujourd'hui entraîneur de football japonais.

## Palmarès
- Meilleur buteur de la J. League : 1984, 1990/91